# This Is Carmen McRae
This Is Carmen McRae — сборник американской певицы Кармен Макрей, выпущенный в 1967 году на лейбле Kapp Records уже после её ухода оттуда. На альбоме представлены композиции из трёх серий записей, сделанных в 1958 и 1959 годах.

## Отзывы критиков
| Оценки критиков               | Оценки критиков |
| Источник                      | Оценка          |
| ----------------------------- | --------------- |
| AllMusic                      | [ 1 ]           |
| Encyclopedia of Popular Music | [ 2 ]           |

Кен Драйден из AllMusic заявил, что певица максимально красноречива, передавая эмоции каждой песни в размашистой манере. Также он отметил трогательное исполнение песни «Angel Eyes», где Макрей аккомпанирует сама себе на фортепиано, и «The More I See You», где она восстанавливает часто пропущенный куплет, подкреплённый деликатной аранжировкой Лютера Хендерсона. В рецензии журнала Cash Box подчеркнули, что Макрей интерпретирует песни, демонстрируя безупречный стиль, и поёт с чувством и драматизмом, а сам альбом, по их мнению, должен стать большим хитом среди поклонников Макрей. В Record World отметили, что это «великолепная подборка стандартов, исполненных Кармен в нужном ключе».

## Список композиций
1. «Comes Love» (Лью Браун, Сэм Х. Степт, Чарльз Тобиас) — 2:43
2. «Angel Eyes» (Эрл Брент, Мэтт Деннис) — 2:40
3. «Ain’t Misbehavin’» (Гарри Брукс, Энди Разаф, Фэтс Уоллер) — 3:16
4. «The More I See You» (Мак Гордон, Гарри Уоррен) — 4:00
5. «By Myself» (Говард Дитц, Артур Шварц) — 3:14
6. «How Little We Know» (Кэролин Ли, Филип Спрингер) — 2:27
7. «I Only Have Eyes for You» (Эл Дубин, Гарри Уоррен) — 3:47
8. «How Long Has this Been Going On» (Джордж Гершвин, Айра Гершвин) — 4:04
9. «If Love Is Good to Me» (Редд Эванс, Фред Спилман) — 3:28
10. «Falling in Love With Love» (Лоренц Харт, Ричард Роджерс) — 2:10
11. «I’m Glad There Is You» (Джимми Дорси, Пол Мерц) — 3:53

## Участники записи
- Кармен Макрей — вокал
- Эрни Уилкенс — аранжировка (1, 6)
- Лютер Хендерсон — аранжировка (3, 4, 8-10)
- Фрэнк Хантер — аранжировка (2, 5, 7, 11)